# Timothy Harris (biskup)
Timothy James Harris (ur. 29 października 1962 w Brisbane) – australijski biskup rzymskokatolicki, biskup diecezjalny Townsville od 2017.

## Życiorys
Święcenia kapłańskie otrzymał 18 listopada 1992. Inkardynowany do archidiecezji Brisbane, pracował jako duszpasterz parafialny oraz jako dziekan dekanatu Costa South.
8 lutego 2017 papież Franciszek mianował go biskupem diecezjalnym diecezji Townsville. Sakry udzielił mu 3 maja 2017 metropolita Brisbane - arcybiskup Mark Coleridge.